# اس‌تی‌اس-۳۰
اس‌تی‌اس-۳۰ (انگلیسی: STS-30) یکی از ماموریت‌های برنامه شاتل‌های فضایی بود که در تاریخ ۴ می ۱۹۸۹ از پایگاه فضایی کندی به فضا پرتاب شد. این مأموریت ۴ روزه توسط شاتل آتلانتیس انجام گرفت و هدف اصلی آن ارسال کاوشگر ماژلان به فضا بود.

## نگارخانه

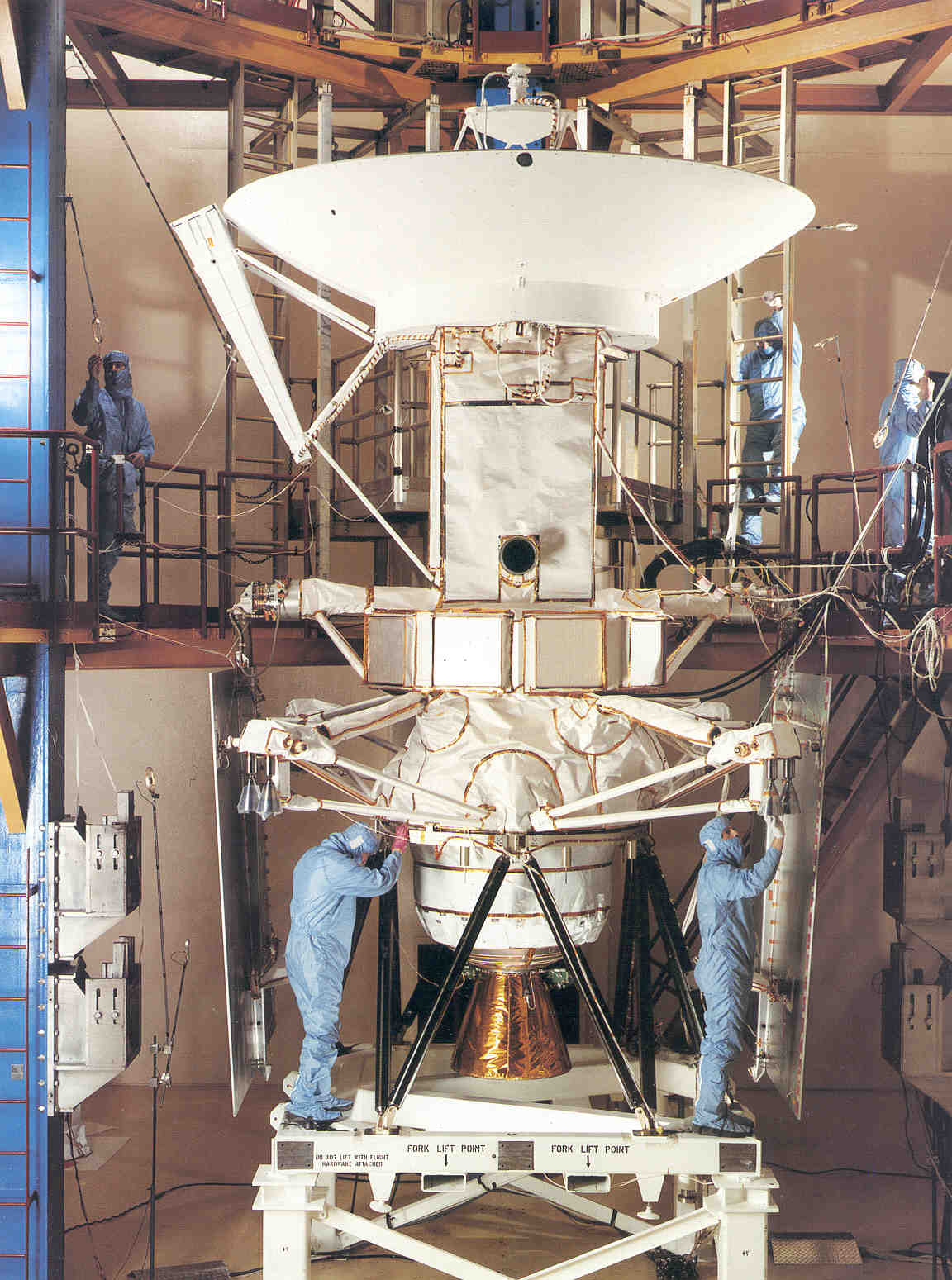
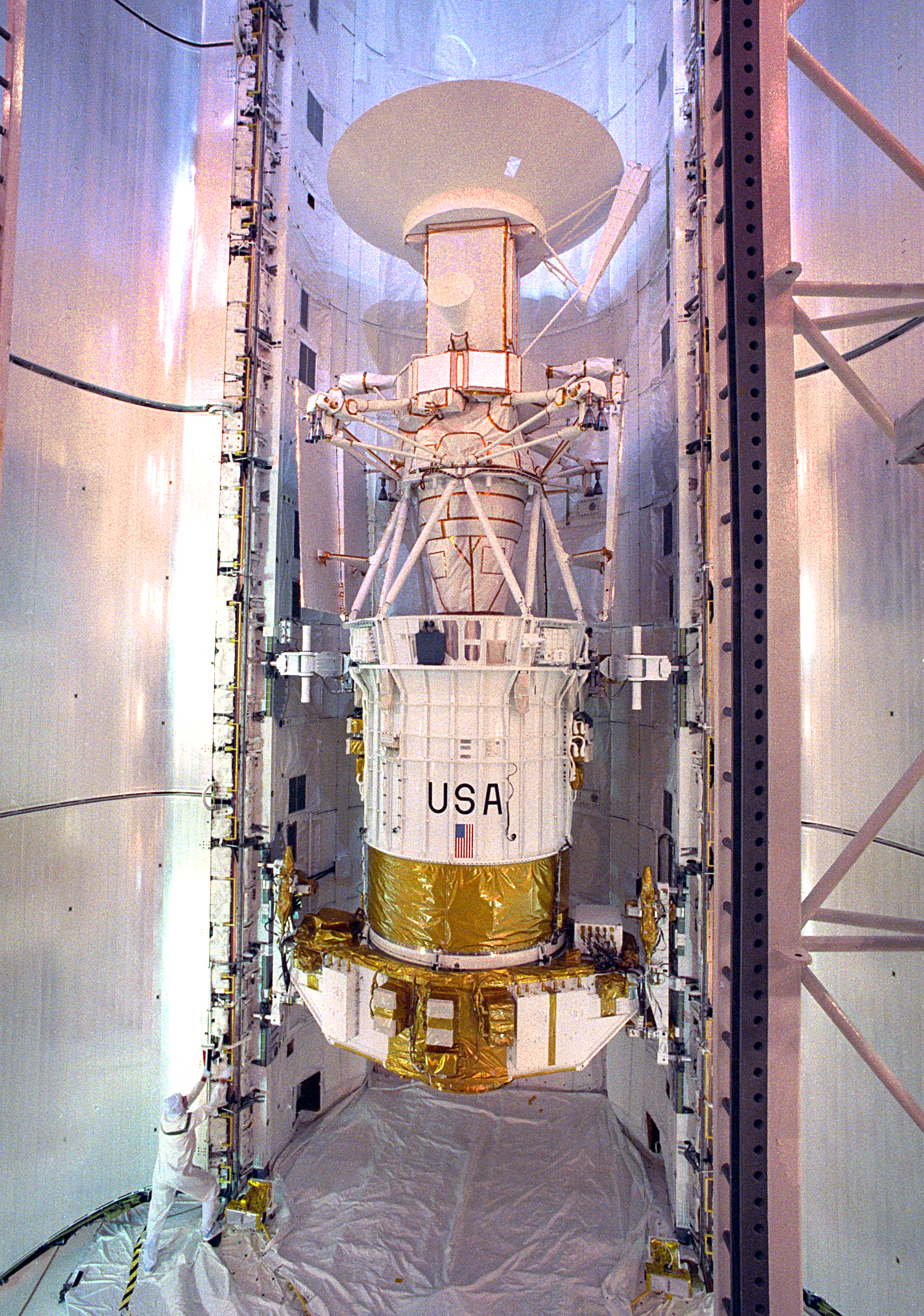
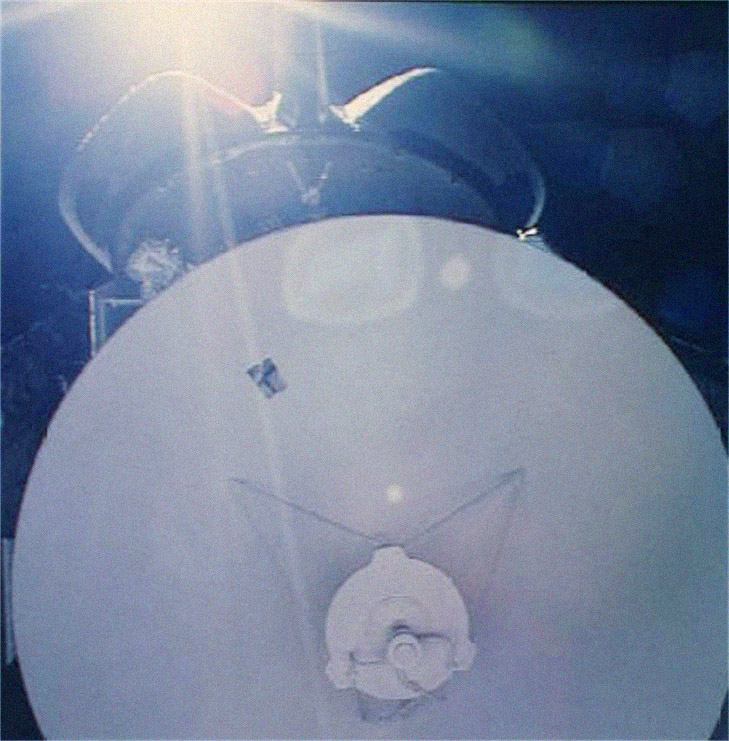
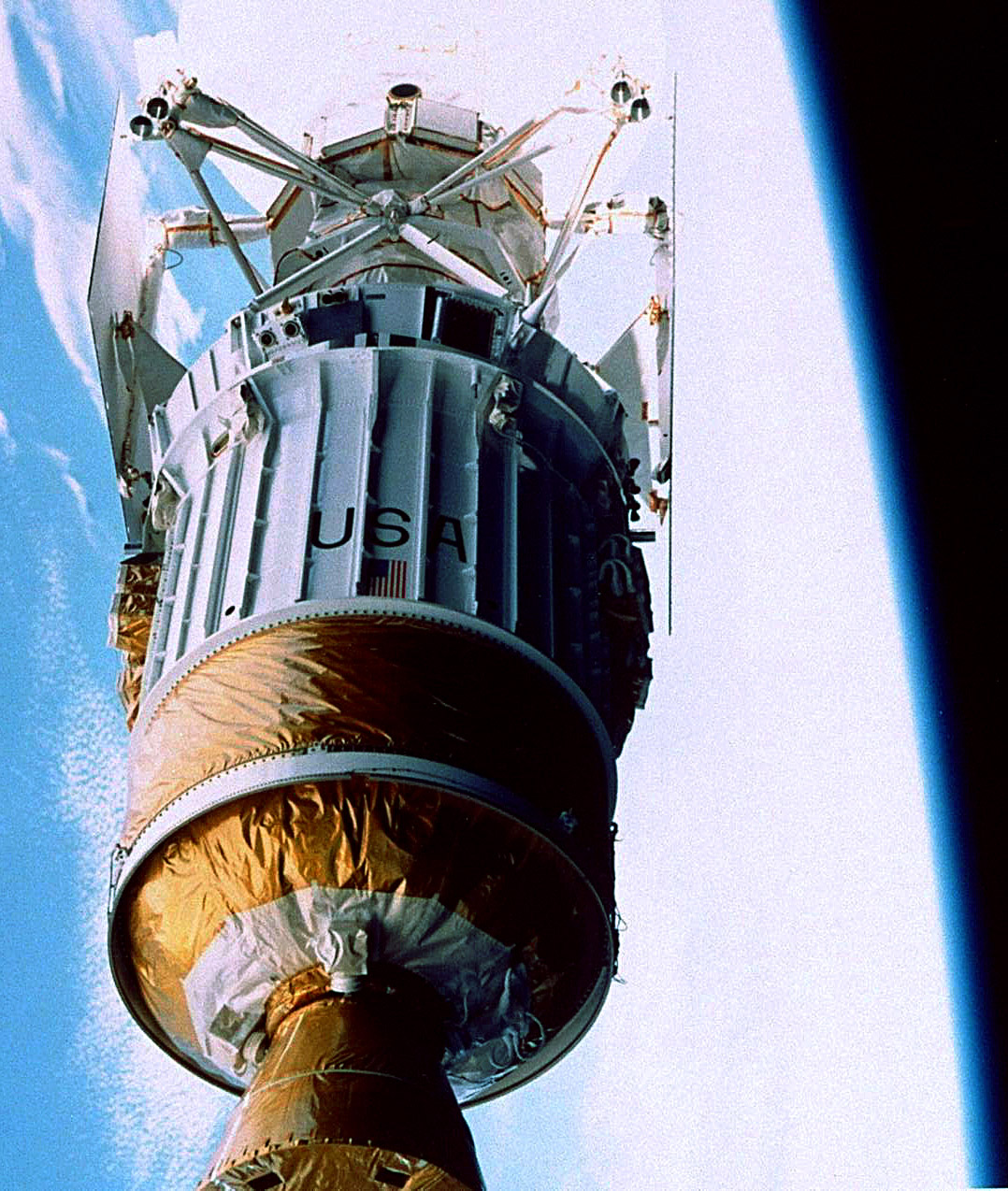
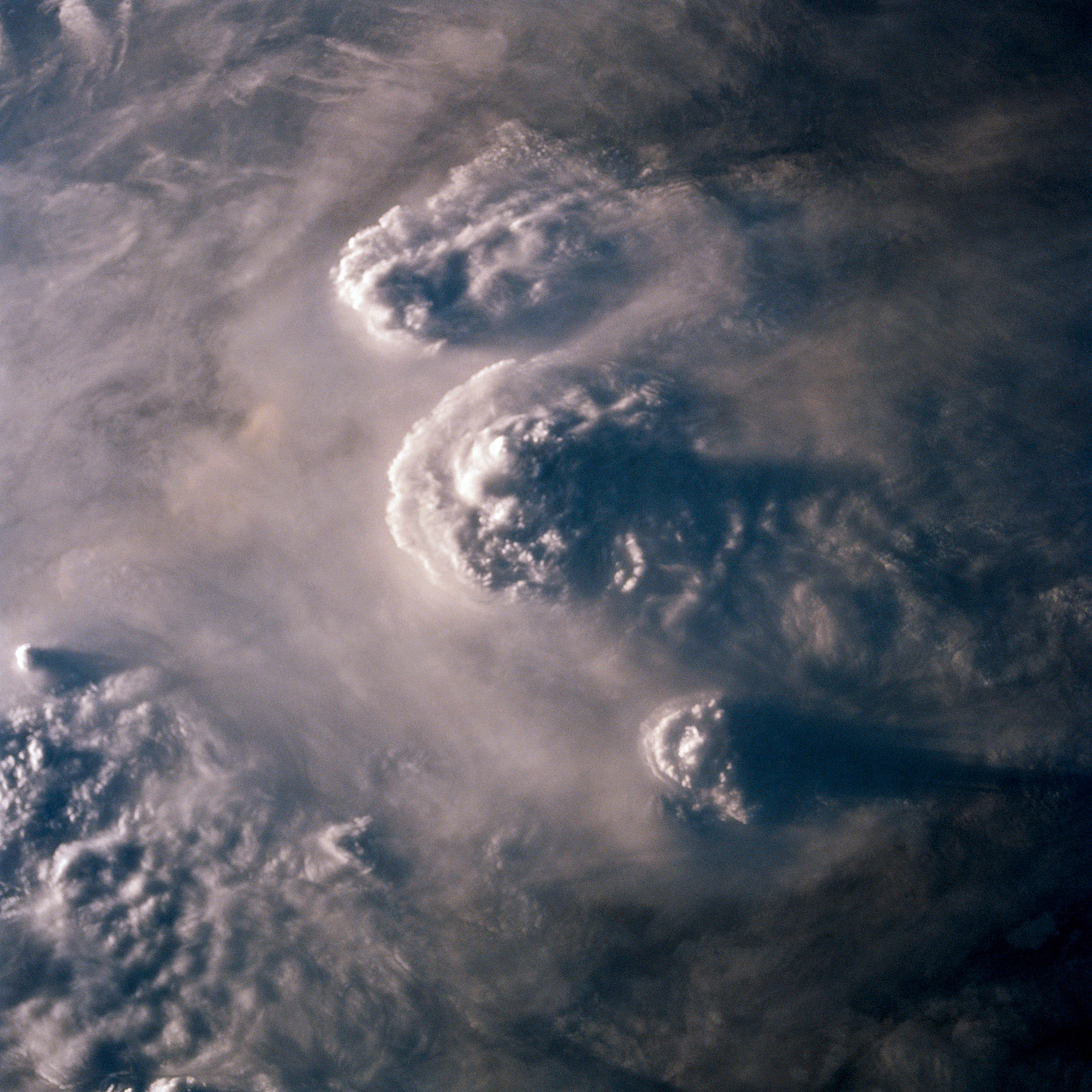
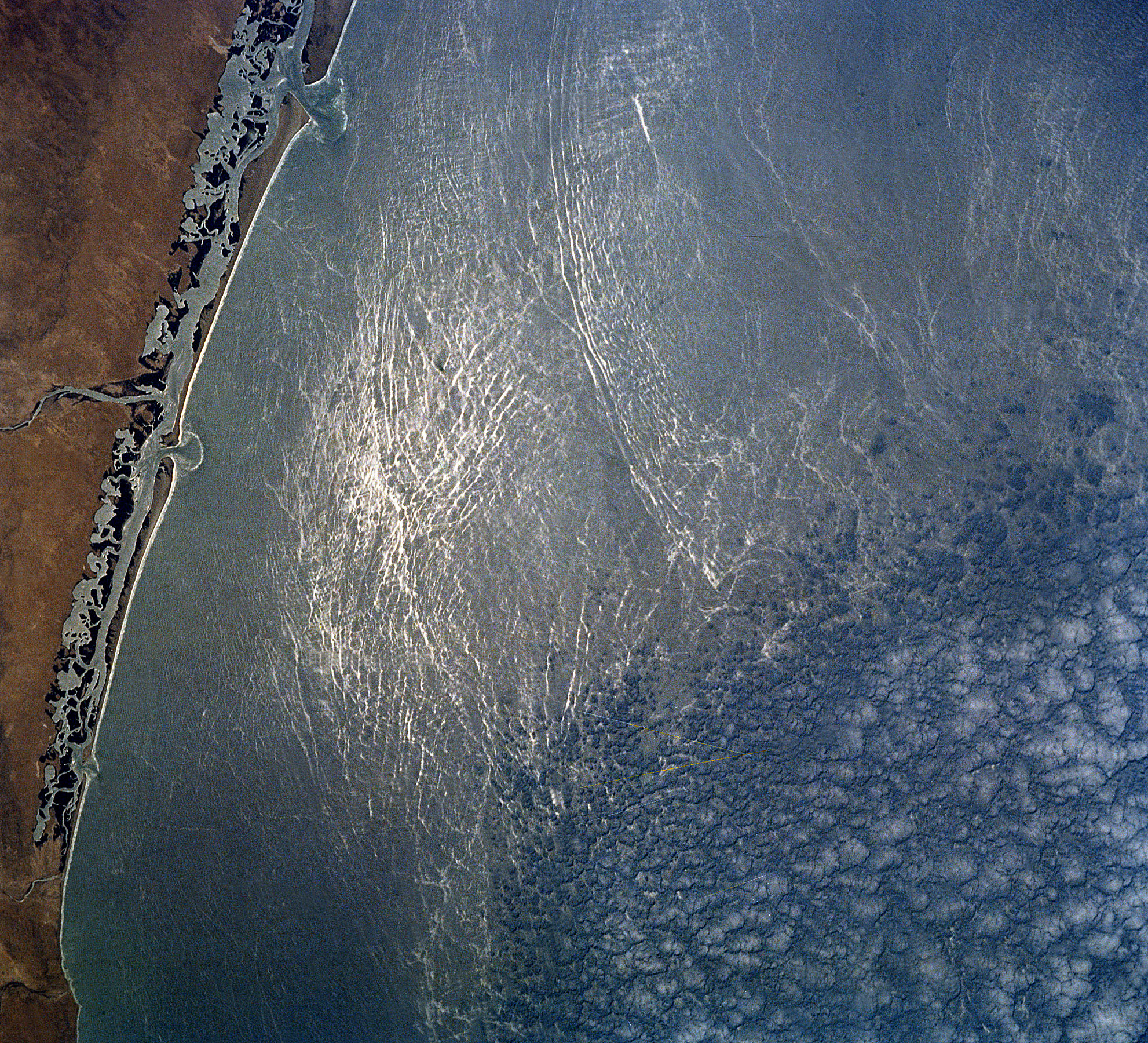